# Nostra Signora dei Turchi (romanzo)
Nostra Signora dei Turchi è un romanzo scritto da Carmelo Bene a metà degli anni sessanta e pubblicato nel 1966. Verrà trasposto in teatro nel 1966, poi nella versione filmica e successivamente, con la fine della parentesi cinematografica, di nuovo riproposta in versione scenica, a Roma, il 10 ottobre 1973, al Teatro delle Arti.
Secondo Carmelo Bene, questo romanzo non è soltanto una
« ...geniale parodia della vita interiore", un Des Esseintes smontato e irriso. Nossignori. È ben altro. È il più bel saggio, in chiave di romanzo storico, su quel mio sud del Sud ».

## Trama

Il Palazzo Moresco, metafora dell'essere del protagonista, oppresso sia nel suo presente che nel periodo allegorico dell'invasione turca

Il protagonista, un attore, segue un rituale teatrale basato su degli oggetti di casa in un luogo non geograficamente né temporalmente precisato. Organizza azioni senza arrivare ad uno scopo e dialogando col suo doppio, con personaggi immaginari e apparizioni, tra cui l'apparizione della Santa Margherita, prima donna ad apparire, a cui seguiranno le altre figure della moglie e della serva. Nel frattempo si riunisce un consiglio di cardinali che vorrebbe eleggere a santo l'attore, il quale si esprime in bestemmie e altre prove in modo da non farsi eleggere santo tra cui la pronuncia del celebre discorso: «Ci sono cretini che hanno visto la madonna e cretini che non hanno visto la madonna. Io sono un cretino che la madonna non l'ha vista mai». Infatti l'attore dice di voler diventare 'cretino' come Giuseppe da Copertino. Quando arriva l'invasione dei Turchi (si riferisce storicamente alla strage degli 800 martiri a Otranto ad opera dei Turchi) l'attore vuole fare in modo che la storia non si ripeta come mille anni prima e chiede al Ministro del turismo di poter rappresentare uno spettacolo osceno in modo da portare alla ragionevolezza e quindi alla resa, il collettivo dei cristiani, evitandone la morte.

### Carmelo Bene e Santa Margherita
Nel libro il protagonista Carmelo Bene è un attore pugliese il quale pare vivere in un tempo indefinito, così come lo spazio dell'intera storia. Egli ha solo questo fosco ricordo della strage dei Turchi ad Otranto e gli unici punti di riferimento di quest'evocazione a cui è legato sono la figura fiera orientale di un Palazzo Moresco e la grande teca con le ossa dei martiri nella Cattedrale di Otranto. Nel presente il protagonista pare soffrire, vivere in una condizione insulsa senza scopi e stimoli etici. Tuttavia una figura spiritica veglia su di lui: Santa Margherita (forse quella di Antiochia). La donna cerca di salvarlo dal suo modo di affrontare la vita, perdonandolo e apparendogli in continuazione. Ma il personaggio beniano rifiuta qualsiasi intervento, come se quella donna fosse un disturbo atroce e insopportabile. Anche gli esigui dialoghi tra i due nella storia diventano incomprensibili e pare che sia sempre la santa a perderci, finché non giunge il finale. Il protagonista immagina una storia, che ha sempre un collegamento con la Strage di Otranto; un cavaliere cristiano, dopo aver goduto i piaceri mondani con una servetta, vede distrutto tutto ciò a cui era legato. Il Palazzo Moresco, suo punto d'appiglio, è preso dai Turchi e lì ci trova Santa Margherita che gli comunica che non può più aiutarlo.

## Edizioni

### Romanzo
Nostra Signora dei Turchi, Milano, Sugar, 1966 (riedizione, con introduzione di Ugo Volli, Milano, Sugar, 1978).

### Teatro
- Nostra Signora dei Turchi (I edizione). Con L. Mancinelli, M. Puratich. Roma, Teatro Beat 72 (1º dicembre 1966).
- Nostra Signora dei Turchi (II edizione). Con I. Marani, I. Russo, A. Vincenti, B. Baratti, F. Lombardo, G. Scala. Scene G. Marotta. Roma, Teatro delle Arti (10 ottobre 1973).